# 陈天华、姚宏业墓
28°11′06″N 112°55′46″E / 28.18500°N 112.92944°E
陈天华、姚宏业墓位于中国湖南省长沙市岳麓区岳麓山，1983年被列为湖南省文物保护单位。
陈天华（1875年－1905年），原名显宿，字星台，亦字过庭，别号思黄，湖南新化人，同盟会会员。1905年12月8日在东京投海自尽，死前留下《绝命书》五千言，表示以死促醒国人。
姚宏业（1881年－1906年），字剑生，湖南益阳人，同盟会会员。1906年清明日（一说4月6日，一说3月7日）陈天华灵柩抵达上海后投黄浦江身亡。
1906年夏，湖南同盟会会员禹之谟、覃振等将陈天华、姚宏业公葬于长沙岳麓山。

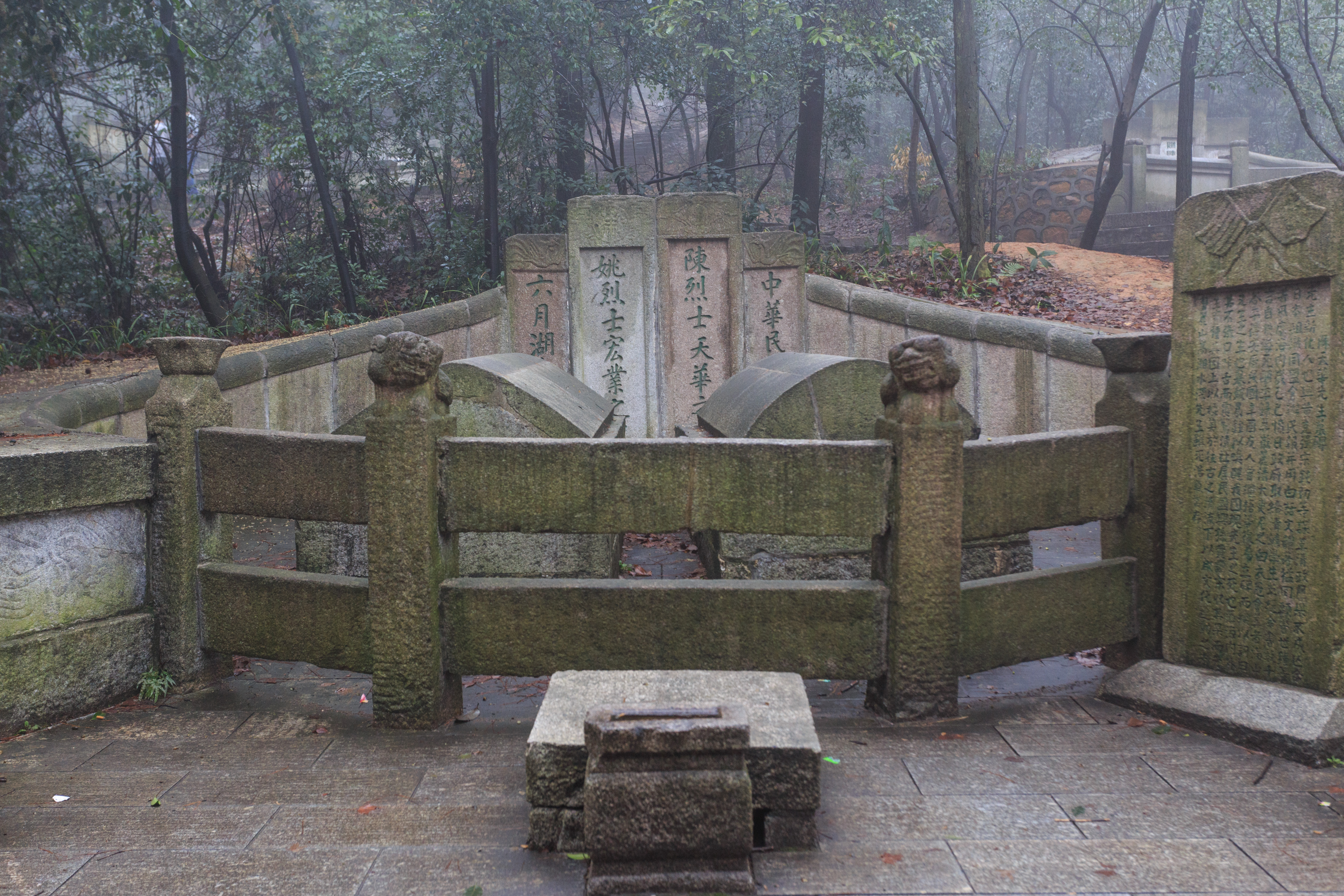